# Euphorbia stygiana
Euphorbia stygiana es una especie fanerógama perteneciente a la familia Euphorbiaceae. Es un arbusto  de hoja perenne endémica a la región de São Lourenço en la Isla de Santa María de las Azores. 

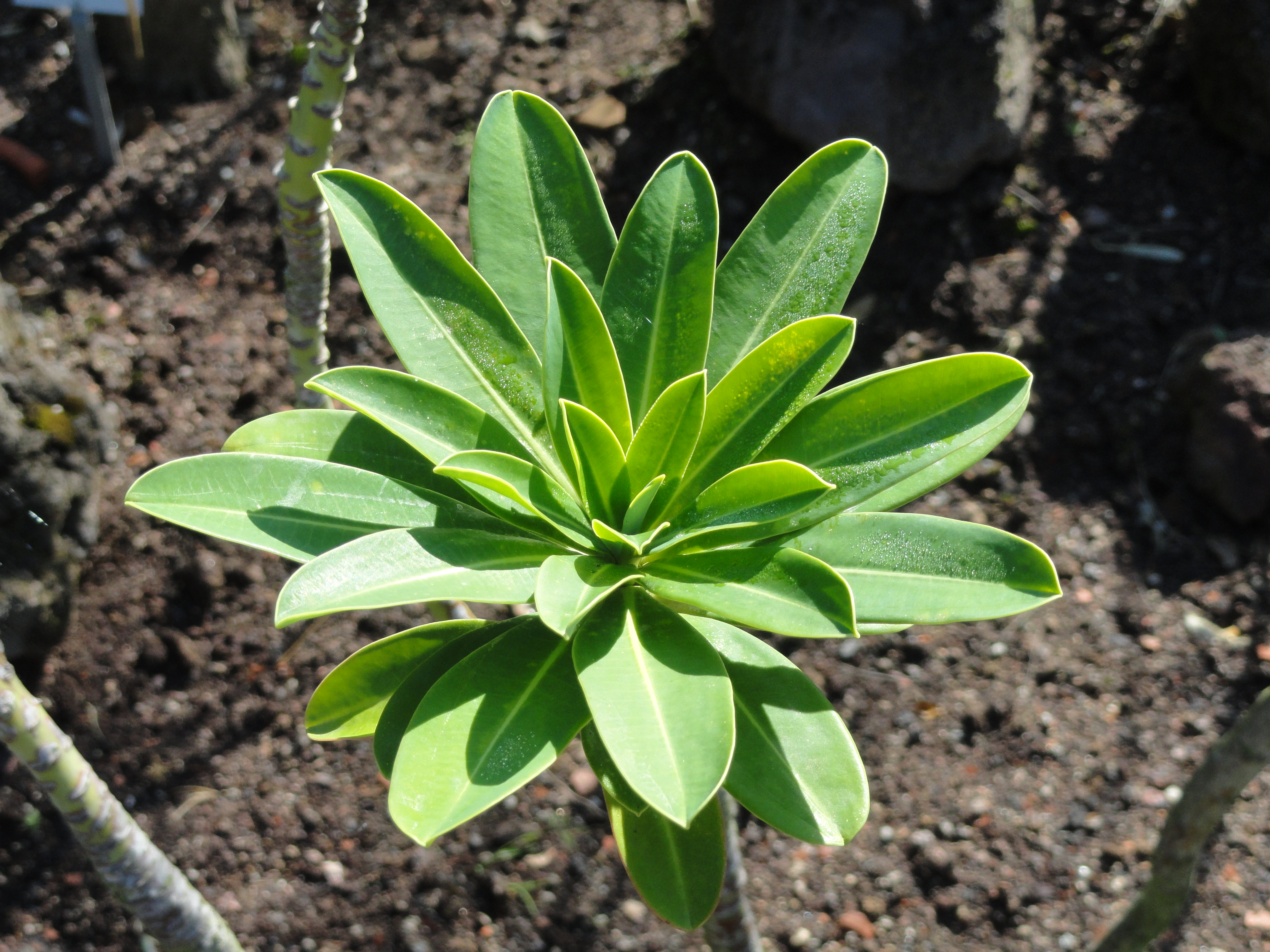
Vista de la planta

## Descripción
Alcanza una altura de 1,5 m  y  1 m de extensión, con hojas lanceoladas de color verde oscuro y flores amarillas. La población total cuenta con menos de 50 individuos maduros en el medio silvestre.

## Taxonomía
Euphorbia stygiana fue descrita por Hewett Cottrell Watson y publicado en Hooker's Journal of Botany and Kew Garden Miscellany 3: 605. 1844.
Etimología
Euphorbia: nombre genérico que deriva del médico griego del rey Juba II de Mauritania (52 a 50 a. C. - 23), Euphorbus, en su honor – o en alusión a su gran vientre –  ya que usaba médicamente Euphorbia resinifera. En 1753 Carlos Linneo asignó el nombre a todo el género.
stygiana: epíteto
Sinonimia
- Euphorbia mellifera Seub.
- Euphorbia stygiana subsp. stygiana
- Tithymalus stygianus (H.C.Watson) Soják[3][4]